# Census-designated place
Census-designated place (CDP, česky volně přeloženo jako území vytvořené pro potřeby sčítání lidu) je ve Spojených státech amerických takové lidské osídlení, jehož území je Úřadem pro sčítání lidu vymezeno výhradně pro statistické účely. CDP jsou ve sčítáních lidu používána od roku 1980 jako protějšek samosprávných sídel, tj. měst, městeček a obcí, a slouží pro shromažďování a porovnávání statistických dat. CDP se nachází v nezařazených územích jednotlivých států a obvykle zahrnují jedno oficiálně pojmenované nesamosprávné sídlo, jehož název přechází na CDP, a okolní neobydlenou oblast, případně také menší vesnice a osady v okolí.
Hranice CDP nemají právní status a nemusí odpovídat místním zvyklostem a chápání toho, které území patří ke stejnojmennému sídlu. Kritéria pro sčítání lidu v roce 2010 však vyžadovala, aby název CDP „byl takový, který je uznávaný a používaný v každodenní komunikaci mezi obyvateli sídla“, a doporučovala, aby hranice CDP byly tvořeny na základě geografického rozsahu, který obyvatelé sídla používají v souvislosti s jeho jménem.